# Wolf-Dieter Dube
Wolf-Dieter Dube (* 13. Juli 1934 in Schwerin; † 9. September 2015 in Berlin) war ein deutscher Kunsthistoriker. Er war von 1983 bis 1999 Generaldirektor der Staatlichen Museen zu Berlin, zunächst im Westteil, dann im wiedervereinigten Berlin.

## Leben und Wirken
Der Sohn eines Bankdirektors besuchte Gymnasien in Schwerin, Berlin und Hannover. Ab 1955 studierte er Kunstgeschichte, Klassische Archäologie sowie Ur- und Frühgeschichte an den Universitäten Göttingen, Freiburg und München. Mit einer Arbeit über Süddeutsche Bronzemörser wurde er 1963 an der Universität Göttingen promoviert. Ab 1962 war Dube Volontär bei den Staatlichen Museen Bayerns, von 1965 bis 1969 arbeitete er als Referent für Flämische Malerei an der Alten Pinakothek in München. 1969 wurde er Leiter der Staatsgalerie Moderner Kunst in München, ab 1976 auch stellvertretender Generaldirektor der Bayerischen Staatsgemäldesammlungen. 
Von 1983 bis 1991 war er Generaldirektor der West-Berliner, dann bis 1997 der wiedervereinigten Staatlichen Museen zu Berlin/Stiftung Preußischer Kulturbesitz. Gemeinsam mit Günter Schade (Generaldirektor der Ost-Berliner Staatlichen Museen) leitete er nach 1990 die Zusammenführung jener Sammlungen der Staatlichen Museen, die durch die deutsche Teilung getrennt gewesen waren. Damit leistete er einen historischen Beitrag zur Berliner und gleichzeitig zur deutschen Museumslandschaft. So gab er unter anderem den entscheidenden Impuls zum Bau der Gemäldegalerie am Kulturforum, und mit seinem Namen verbunden ist auch die Eröffnung des Hamburger Bahnhofs als Museum für zeitgenössische Kunst. Außerdem war Dube Autor zahlreicher Fachpublikationen.

## Ehrungen
- 1986: Verdienstorden der Italienischen Republik
- 1989: Bundesverdienstkreuz 1. Klasse des Verdienstordens der Bundesrepublik Deutschland
- 1993: Auszeichnung als Komtur des Königlich Norwegischen Verdienstordens
- 1999: Ernst-Ludwig-Kirchner-Preis
- 1999: Verdienstorden des Landes Berlin

## Veröffentlichungen (Auswahl)
- Süddeutsche Bronzemörser. Dissertation Universität Göttingen 1963, DNB 481907157.
- mit Annemarie Dube: E. L. Kirchner. Das graphische Werk. 2 Bände, Prestel, München 1967, 2. Auflage 1980, 3. Auflage 1991, ISBN 3-7913-0479-8 (= Münchner Forschungen zur Kunstgeschichte).